# Грос-Роге
Грос-Роге (нем. Groß Roge) — община в Германии, в земле Мекленбург-Передняя Померания.
Входит в состав района Гюстров. Подчиняется управлению Мекленбургише Швайц. Население составляет 682 человек (2009); в 2003 г. - 775. Занимает площадь 24,34 км².

## Известные уроженцы
- Погге, Пауль (1838—1884) — немецкий путешественник, исследователь Африки.